# Glouster
Glouster és una població dels Estats Units a l'estat d'Ohio. Segons el cens del 2000 tenia 1.972 habitants.

## Demografia
Segons el cens del 2000, Glouster tenia 1.972 habitants, 783 habitatges, i 526 famílies. La densitat de població era de 568,2 habitants/km².
Dels 783 habitatges en un 35,5% hi vivien nens de menys de 18 anys, en un 43,4% hi vivien parelles casades, en un 17% dones solteres, i en un 32,8% no eren unitats familiars. En el 28,1% dels habitatges hi vivien persones soles el 12,4% de les quals corresponia a persones de 65 anys o més que vivien soles. El nombre mitjà de persones vivint en cada habitatge era de 2,52 i el nombre mitjà de persones que vivien en cada família era de 3,08.
Per edats la població es repartia de la següent manera: un 30,3% tenia menys de 18 anys, un 9,4% entre 18 i 24, un 27,4% entre 25 i 44, un 20,4% de 45 a 60 i un 12,4% 65 anys o més.
L'edat mediana era de 32 anys. Per cada 100 dones de 18 o més anys hi havia 84,7 homes.
La renda mediana per habitatge era de 23.929 $ i la renda mediana per família de 28.800 $. Els homes tenien una renda mediana de 28.854 $ mentre que les dones 22.206 $. La renda per capita de la població era d'11.837 $. Aproximadament el 24,2% de les famílies i el 28,2% de la població estaven per davall del llindar de pobresa.

## Poblacions més properes
El següent diagrama mostra les poblacions més properes.